# سباستيان باتاغليا
سباستيان باتاغليا (بالإسبانية: Sebastián Battaglia)‏ هو لاعب كرة قدم أرجنتيني، ولد في 8 نوفمبر 1980 في سانتا في في الأرجنتين. شارك مع منتخب الأرجنتين لكرة القدم. أما مع النوادي، فقد لعب مع بوكا جونيورز ونادي فياريال.

## مسيرته الكروية
لعب سباستيان باتاغليا خلال مسيرته الاحترافية مع ناديين في ستة عشر موسمًا وسجل خلالها 20 هدف ضمن 255 مباراة. حيث فاز في موسم واحد بالكأس وفي ستة مواسم بالدوري.
خاض سباستيان باتاغليا مسيرته مع نادي بوكا جونيورز في موسم 1997–98 في المرة الأولى ليلعب معه سبعة مواسم ثم في موسم 2005–06 ليلعب معه سبعة مواسم، مشاركًا طوالها في 226 مباراة سجل خلالها 19 هدفًا. ثم انتقل إلى نادي فياريال في موسم 2003–04 ولمدة موسمين، حيث شارك في 29 مباراة سجل خلالها هدفًا واحدًا.

## وصلات خارجية
- سباستيان باتاغليا على موقع الاتحاد الدولي (مؤرشف)  (الإنجليزية)
- سباستيان باتاغليا على موقع الاتحاد الأوربي (الإنجليزية)
- سباستيان باتاغليا على موقع قاعدة بيانات كرة القدم.إي يو (الإنجليزية)
- سباستيان باتاغليا على موقع ناشيونال فوتبول تيمز (الإنجليزية)
- سباستيان باتاغليا على موقع Soccerway.com (الإنجليزية)